# Ernes
Ernes és un municipi francès situat al departament de Calvados i a la regió de Normandia. L'any 2007 tenia 297 habitants.

## Demografia

### Població
El 2007 la població de fet d'Ernes era de 297 persones. Hi havia 116 famílies de les quals 28 eren unipersonals (16 homes vivint sols i 12 dones vivint soles), 40 parelles sense fills i 48 parelles amb fills.
La població ha evolucionat segons el següent gràfic:
Habitants censats

### Habitatges
El 2007 hi havia 131 habitatges, 117 eren l'habitatge principal de la família, 11 eren segones residències i 3 estaven desocupats. 129 eren cases i 2 eren apartaments. Dels 117 habitatges principals, 109 estaven ocupats pels seus propietaris, 6 estaven llogats i ocupats pels llogaters i 2 estaven cedits a títol gratuït; 2 tenien dues cambres, 12 en tenien tres, 21 en tenien quatre i 83 en tenien cinc o més. 89 habitatges disposaven pel capbaix d'una plaça de pàrquing. A 51 habitatges hi havia un automòbil i a 58 n'hi havia dos o més.

### Piràmide de població
La piràmide de població per edats i sexe el 2009 era:
| Homes | Edats   | Dones |
| ----- | ------- | ----- |
| 0     | 95 o +  | 0     |
| 0     | 90 a 94 | 4     |
| 0     | 85 a 89 | 4     |
| 0     | 80 a 84 | 4     |
| 8     | 75 a 79 | 8     |
| 0     | 70 a 74 | 4     |
| 8     | 65 a 69 | 12    |
| 16    | 60 a 64 | 12    |
| 0     | 55 a 59 | 0     |
| 8     | 50 a 54 | 4     |
| 28    | 45 a 49 | 12    |
| 12    | 40 a 44 | 8     |
| 16    | 35 a 39 | 12    |
| 12    | 30 a 34 | 0     |
| 4     | 25 a 29 | 8     |
| 8     | 20 a 24 | 0     |
| 12    | 15 a 19 | 20    |
| 8     | 10 a 14 | 8     |
| 8     | 5 a 9   | 0     |
| 8     | 0 a 4   | 4     |

## Economia
El 2007 la població en edat de treballar era de 185 persones, 150 eren actives i 35 eren inactives. De les 150 persones actives 136 estaven ocupades (74 homes i 62 dones) i 14 estaven aturades (8 homes i 6 dones). De les 35 persones inactives 15 estaven jubilades, 8 estaven estudiant i 12 estaven classificades com a «altres inactius».

### Ingressos
El 2009 a Ernes hi havia 119 unitats fiscals que integraven 316 persones, la mediana anual d'ingressos fiscals per persona era de 16.383 €.

### Activitats econòmiques
Dels 12 establiments que hi havia el 2007, 1 era d'una empresa extractiva, 1 d'una empresa alimentària, 1 d'una empresa de construcció, 1 d'una empresa de comerç i reparació d'automòbils, 1 d'una empresa de transport, 2 d'empreses immobiliàries, 3 d'empreses de serveis i 2 d'empreses classificades com a «altres activitats de serveis».
Dels 2 establiments de servei als particulars que hi havia el 2009, 1 era un taller de reparació d'automòbils i de material agrícola i 1 fusteria.
L'únic establiment comercial que hi havia el 2009 era una fleca.
L'any 2000 a Ernes hi havia 11 explotacions agrícoles.

## Equipaments sanitaris i escolars
El 2009 hi havia una escola elemental integrada dins d'un grup escolar amb les comunes properes formant una escola dispersa.

## Poblacions més properes
El següent diagrama mostra les poblacions més properes.